# Pie-d'Orezza
Pie-d'Orezza (en idioma corso U Pedorezza) es una comuna  y población de Francia, en la región de Córcega, departamento de Alta Córcega.
Su población en el censo de 1999 era de 25 habitantes.

## Demografía
| 95 | 75 | 64 | 43 | 39 | 39 |
| Para los censos de 1962 a 1999 la población legal corresponde a la población sin duplicidades (Fuente: INSEE [Consultar]) |    |    |    |    |    |